# Nederlandse kampioenschappen schaatsen afstanden 2001 - 3000 meter vrouwen
De 3000 meter vrouwen op de Nederlandse kampioenschappen schaatsen afstanden 2001 werd gereden in november 2000, in ijsstadion De Uithof in Den Haag. Er namen zestien schaatssters deel.
Marja Vis was titelverdedigster na haar zege tijdens de NK afstanden 2000.

## Statistieken

### Uitslag
| #      | Schaatser         | tijd    |
| ------ | ----------------- | ------- |
| Goud   | Renate Groenewold | 4.19,16 |
| Zilver | Tonny de Jong     | 4.19,74 |
| Brons  | Barbara de Loor   | 4.21,78 |
| 4      | Wieteke Cramer    | 4.21,90 |
| 5      | Marja Vis         | 4.22,49 |
| 6      | Carien Kleibeuker | 4.26,24 |
| 7      | Annamarie Thomas  | 4.27,27 |
| 8      | Martine Oosting   | 4.27,86 |
| 9      | Frédérique Ankoné | 4.28,51 |
| 10     | Judith Straathof  | 4.28,71 |
| 11     | Elma de Vries     | 4.30,58 |
| 12     | Helen van Goozen  | 4.31,60 |
| 13     | Mireille Reitsma  | 4.32,13 |
| 14     | Rixt Meijer       | 4.33,10 |
| 15     | Irene Visser      | 4.34,55 |
| 16     | Esmé van Benthem  | 4.39,58 |